# Aliser Burhanovics Uszmanov
Aliser Burhanovics Uszmanov (üzbégül: Alisher Burxonovich Usmonov, oroszul: Алишер Бурханович Усманов) (Chust, 1953. szeptember 9. –) orosz-üzbég milliárdos. Az Egyesült Államok, az Európai Unió, az Egyesült Királyság és Ukrajna kormányai szankciókat vezettek be ellene. 2024-re Uszmanov becsült nettó vagyona 13,4 milliárd dollár volt, ezzel a világ leggazdagabb emberei között a 144. helyen állt.
Uszmanov vagyonát a Szovjetunió összeomlása után szerezte meg fémipari és bányászati tevékenységekkel, valamint befektetésekkel. A Metalloinvest, egy orosz ipari konglomerátum 49%-os részvényese, amely 2006-ban egyesítette a JSC Metalloinvest (Mihajlovszkij GOK és Ural Steel) és a Gazmetall JSC (Lebeginszkij GOK és az Oskoli Elektrometallurgiai Üzem) eszközeit.
Tulajdonosa a Kommerszant kiadónak. Társtulajdonosa Oroszország második legnagyobb mobilszolgáltatójának, a MegaFonnak, valamint az Udokan Copper vállalatnak, amely a világ egyik legnagyobb rézlelőhelyét fejleszti. Uszmanov végül Jurij Milnerrel együttműködve a Digital Sky Technologies (DST) legnagyobb befektetőjévé vált. 2010. szeptember 16-án a DST neve "Mail.ru Group"-ra változott. Számos nemzetközi technológiai vállalatban is részvényes. 2008 és 2022 között a Nemzetközi Vívószövetség (Fédération Internationale d'Escrime) elnöke volt, amely a vívás nemzetközi irányító testülete.
2022. február 28-án, válaszul az Ukrajna elleni orosz invázióra, az Európai Unió feketelistára tette Uszmanovot, uniós szintű beutazási tilalmat és vagyonbefagyasztást elrendelve ellene. Március 3-án az Egyesült Államok hasonló szankciókat vezetett be ellene, bizonyos vállalatai számára kivételeket biztosítva. Az EU Hivatalos Lapjában "a Kremlhez közel álló oligarchaként" nevezték meg, aki különösen szoros kapcsolatban áll Vlagyimir Putyin orosz elnökkel, és "Putyin egyik kedvenc oligarchája". Uszmanov tagadta ezeket az állításokat, és fellebbezést nyújtott be az Európai Bírósághoz a szankciók feloldása érdekében. 2024. február 7-én a fellebbezést elutasították. Az EU Tanácsa azonban eltávolította az "oligarcha" kifejezést a szankciók indoklásából, és azt "vezető üzletemberként" módosította.
Az 1980-as években hat évet töltött egy szovjet börtönben csalás és sikkasztás vádjával, de az ítéletet később hatályon kívül helyezték. 2000-ben végül rehabilitálták az üzbegisztáni Legfelsőbb Bíróság döntése alapján, amely kimondta, hogy az ellene felhozott vádak koholtak voltak, és nem történt bűncselekmény.

## Fordítás
Ez a szócikk részben vagy egészben  az   Alisher Usmanov című angol Wikipédia-szócikk ezen változatának fordításán alapul.  Az eredeti cikk szerkesztőit annak laptörténete sorolja fel. Ez a jelzés csupán a megfogalmazás eredetét és a szerzői jogokat jelzi, nem szolgál a cikkben szereplő információk forrásmegjelöléseként.